# 托波利 (特羅伊齊克區)
49°48′46″N 38°9′25″E / 49.81278°N 38.15694°E
托波利（烏克蘭語：Тополі）是位於烏克蘭東部的村莊，由盧甘斯克州斯瓦托韋區的特羅伊齊克市鎮負責管轄。該村始建於1960年，面積19.2平方公里，海拔高度153米，2001年人口635，人口密度每平方公里33.1人。